# Алетта Якобс
Алетта Генрієтт Якобс (9 лютого 1854 — 10 серпня 1929) — нідерландська лікарка, феміністка, антивоєнна активістка та редакторка. Активістка за виборчі права жінок. Першою з жінок офіційно вступила до нідерландського університету, одна з перших жінок-лікарок у Нідерландах. У 1882 році заснувала першу в світі клініку контрацепції. Лідерка голландського та міжнародного жіночого руху: керувала кампаніями з регуляції проституції, покращення умов праці жінок, пропагування миру та надання жінкам права голосу.
Народжена в середині ХІХ століття, прагнула стати лікаркою, як і її батько. Незважаючи на існуючі освітні та кар'єрні перешкоди для жінок, виборола здобуття вищої освіти і закінчила в 1879 з першим ступенем доктора медицини, яку отримала жінка в Нідерландах. Надаючи медичні послуги жінкам і дітям, вона занепокоїлася здоров’ям працюючих жінок, визнаючи, що, оскільки закони не забезпечують належного захисту їхнього здоров’я, їхня економічна стабільність була під загрозою. Якобс відкрила безкоштовну клініку для навчання бідних жінок гігієні та догляду за дітьми, а в 1882 році розширила свої послуги, включивши розповсюдження інформації та пристроїв для контрацепції. Хоча вона продовжувала займатися медициною до 1903 року, Якобс все частіше звертала свою увагу на активізм з метою покращення життя жінок.

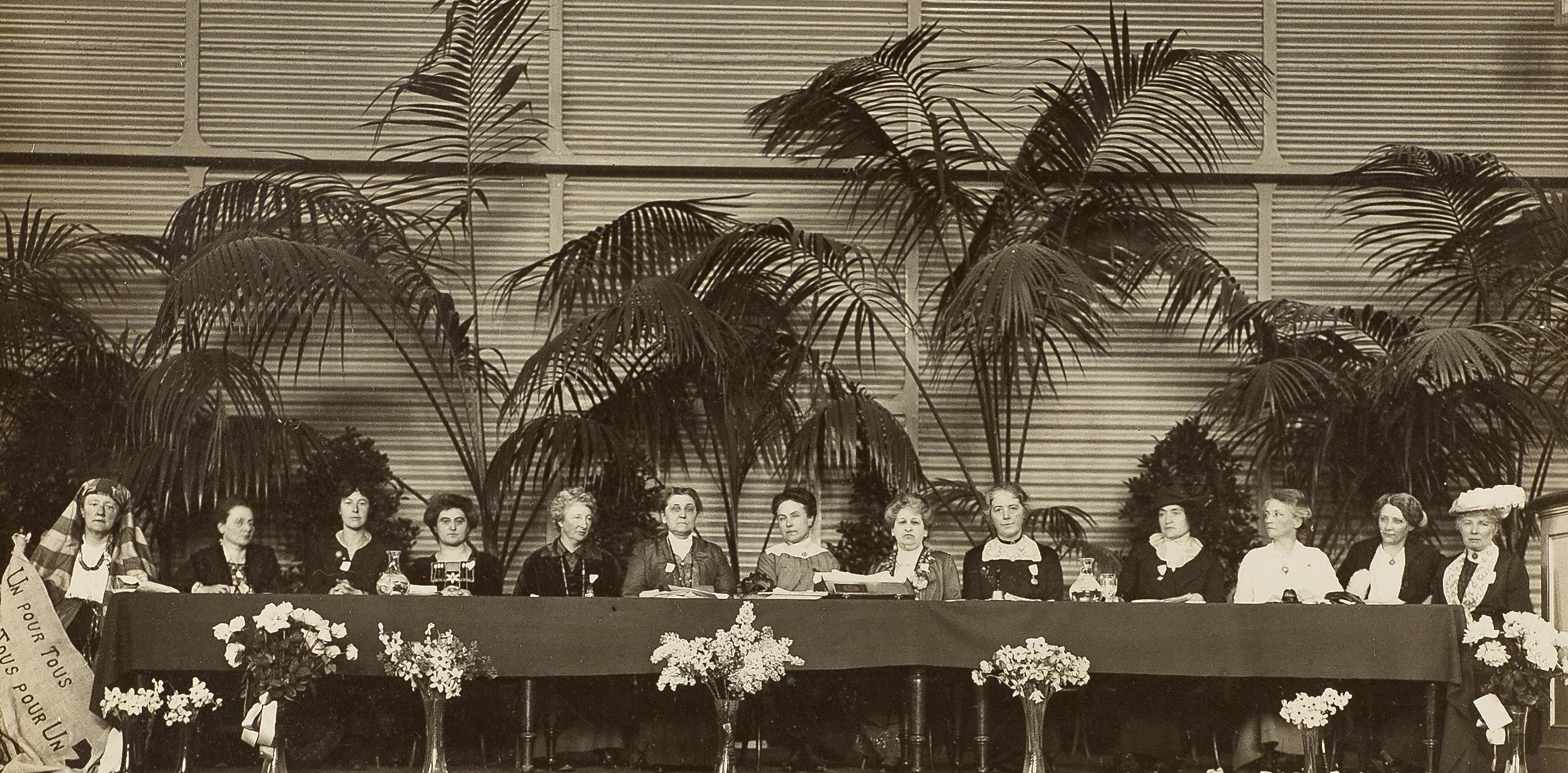
Міжнародний жіночий конгрес 1915 року. Зліва направо: 1. Люсі Тумаян — Вірменія, 2. Леопольдина Кулка, 3. Лаура Г'юз — Канада, 4. Розіка Швіммер — Угорщина, 5. Аніта Аугспург — Німеччина, 6. Джейн Аддамс — США, 7. Євгенія Ганнер, 8. Алетта Якобс — Нідерланди, 9. Кристал Макміллан — Велика Британія, 10. Роза Дженоні — Італія, 11. Анна Клеман — Швеція, 12. Тора Даугаард — Данія, 13. Луїза Кейлгау — Норвегія.

З 1883 року, відколи Якобс вперше кинула виклик владі щодо права жінок голосувати, вона все своє життя намагалася змінити закони, які обмежували доступ жінок до рівності. Досягла успіху у своїй кампанії щодо встановлення обов'язкових законів про порушення трудової діяльності роздрібних робітниць і в здобутті права голосу голландками у 1919 році.  
Залучена до міжнародного жіночого руху, Якобс подорожувала світом, висвітлюючи жіночі проблеми та документуючи соціально-економічний та політичний статус жінок. Відіграла важливу роль у створенні Міжнародної жіночої ліги за мир і свободу та була активною учасницею руху за мир. 
Алетта Якобс визнана на міжнародному рівні за свій внесок у захист прав і статусу жінок.